# Meckling
Meckling ist ein gemeindefreies Gebiet (unincorporated community) und ein Census-designated place im Clay County im Bundesstaat South Dakota in den USA. Laut der Volkszählung 2020 leben 48 Einwohner in Meckling.

## Geographie
Meckling liegt im Südosten von South Dakota, unweit des Missouri River. Die Fläche beträgt 0,53 km² und besteht ausschließlich aus Landfläche.

## Geschichte
Die Siedlung entstand 1872 beim Bau der Bahnstrecke der Dakota Southern Railroad von Vermillion nach Yankton. Sie wurde nach einem Eisenbahnbeamten, Jones S. Meckling, benannt. Ein Postamt mit dem Namen Meckling ist seit 1873 in Betrieb.
In früheren Jahren war Meckling für seinen Anbau von Sojabohnen bekannt. Der Ort trägt heute den Spitznamen „Hay Capital of the Universe“ („Heuhauptstadt des Universums“).
Die Bahnstrecke, mit deren Bau der Ort gegründet wurde, wird inzwischen durch die BNSF Railway im Güterverkehr genutzt.

## Demographie
Bei der Volkszählung 2020 wurden 48 Einwohner gezählt. Die Bevölkerungsdichte ist niedrig, und die Gemeinde gilt als ländlich geprägt.